# Cimburgia de Masovia
Cimburgia de Masovia, también llamada Cymburgis, Zimburgis o Cimburga (en polaco: Cymbarka Mazowiecka; Varsovia, c. 1394 o 1397 - Türnitz, 28 de septiembre de 1429) fue una noble que en enero de 1412 se convirtió en la segunda esposa del duque Ernesto el Férreo de Austria (archiduque después de 1414) y que por lo tanto alcanzó los títulos de duquesa y archiduquesa de la antigua Austria Interior, conformada por los ducados de Estiria, Carintia y Carniola, en la línea Ernestina.

## Biografía
Cimburgia nació en Varsovia, Ducado de Mazovia. Hija del Duque Siemowit IV de la dinastía mazoviana de los Piast y de Alexandra de Lituania, hija del Gran Duque Algirdas, un vástago de la dinastía Gedimínida. Su madre Alexandra era hermana de Ladislao II Jagellón, rey de Polonia, por parte de la nieta materna del Gran Duque de Vladimir, Alejandro de Tver.
A pesar de que el hermano mayor del Duque, Guillermo, se había comprometido con la princesa polaca Jadwiga, esto no se cumplió. Debido a la desaprobación por parte de la nobleza polaca. Ernesto I, después de la muerte de su primera esposa Margarita de Pomerania, viaja a la corte de Cracovia para pedir la mano de Cimburgia. Tampoco contó, esta vez, con la aceptación de su propia familia, los Habsburgo, aun así tuvo un matrimonio feliz.
Como madre del futuro Emperador Federico III, Cimburgia, después de Gertrudis de Hohenberg, se convirtió en la segunda progenitora femenina de los posteriores Habsburgo, como solo su rama familiar sobreviviera en la línea masculina.
Cuenta la tradición que era conocida por su excepcional fuerza. En cierta ocasión sacó los clavos de una pared con sus propias manos y partió unas nueces con los dedos. Esta misma condición de fuerza también destacó en uno de sus descendientes, Augusto II de Polonia, quien solía romper herraduras con las manos. Cimburgia sobrevivió a su  esposo y fue enterrada en la Abadía de Lilienfeld.
Se dice que fue ella quien introdujo el prognatismo en la Casa de Habsburgo, que ha llegado hasta nuestros días.

## Galería

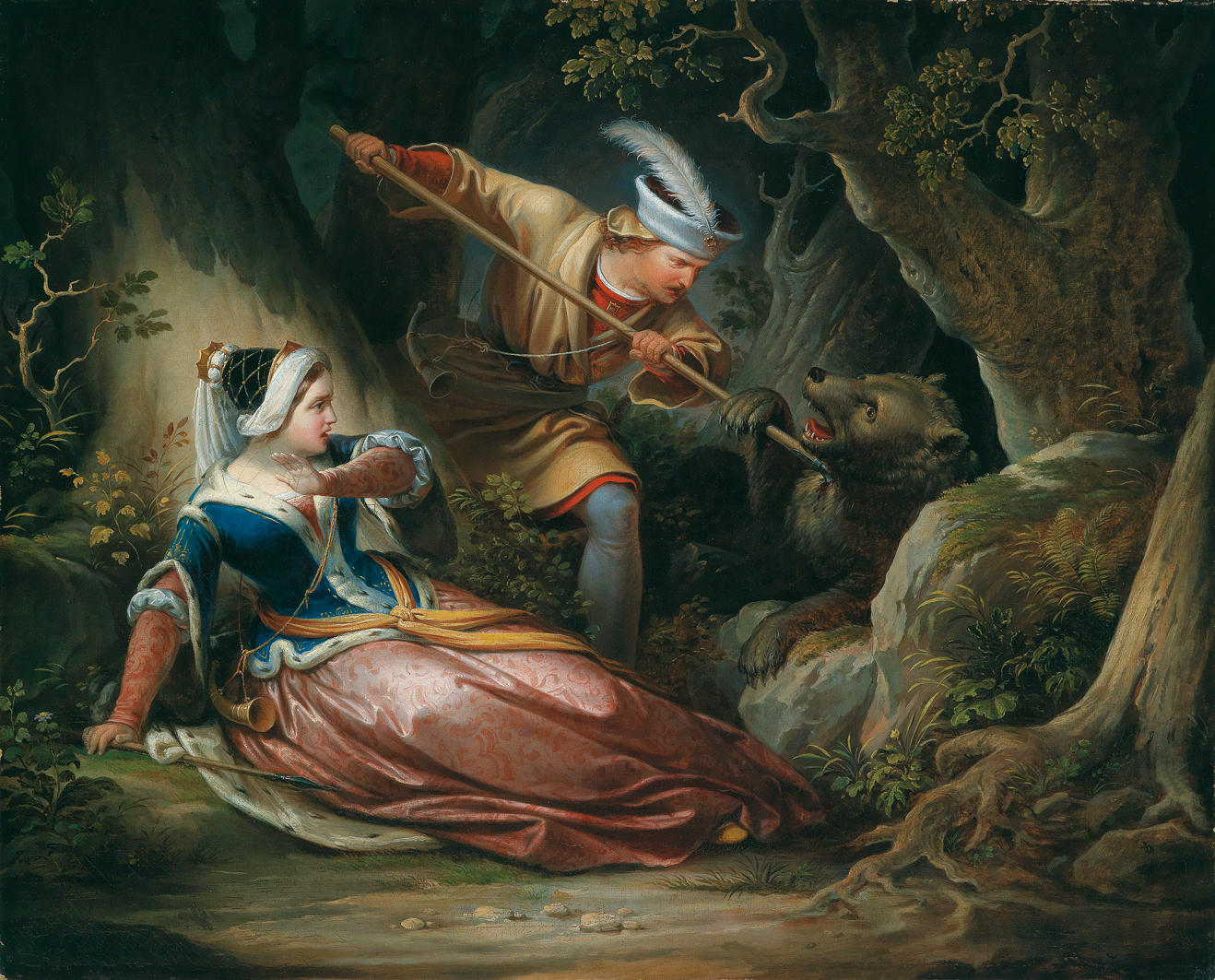
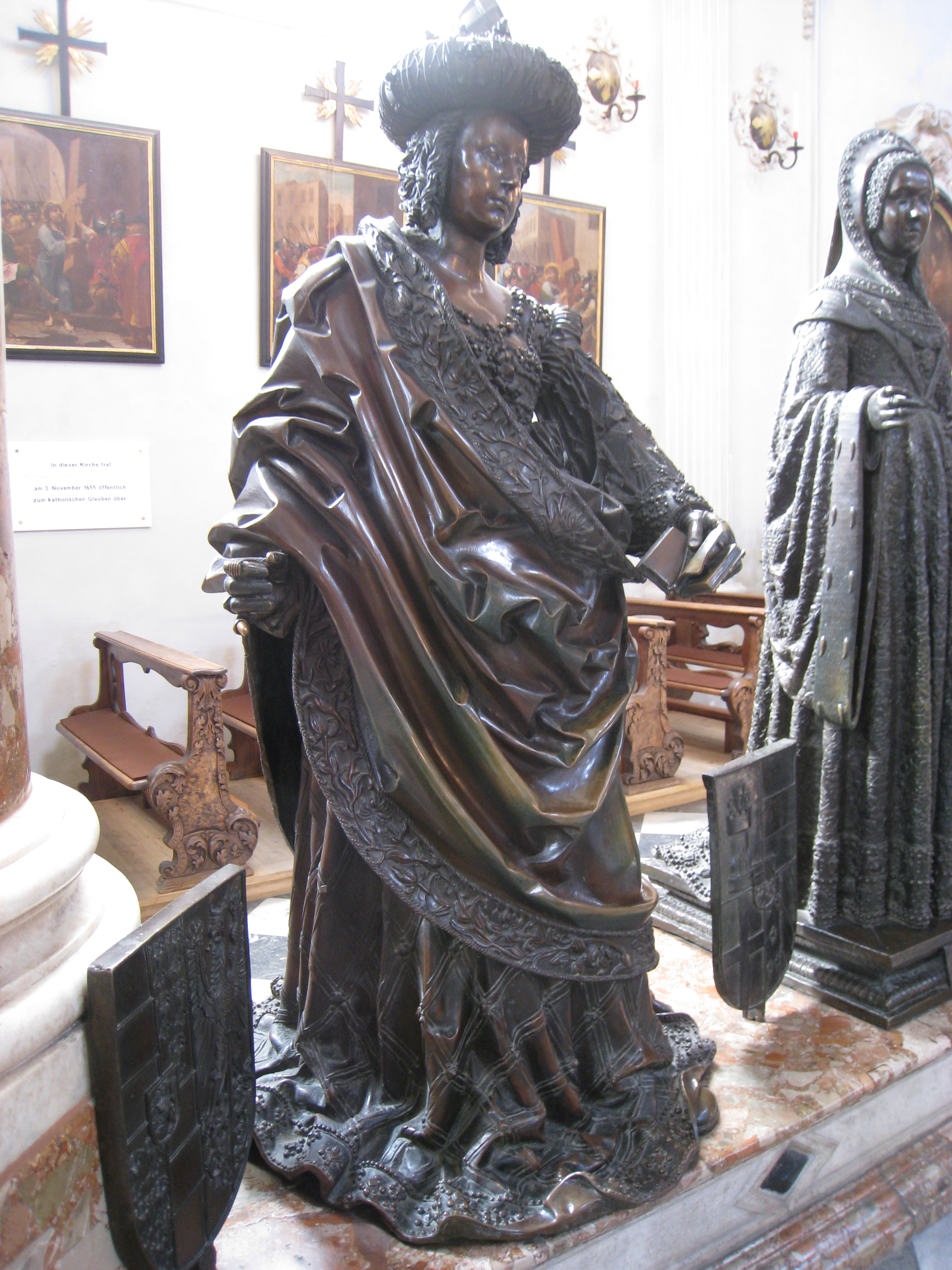
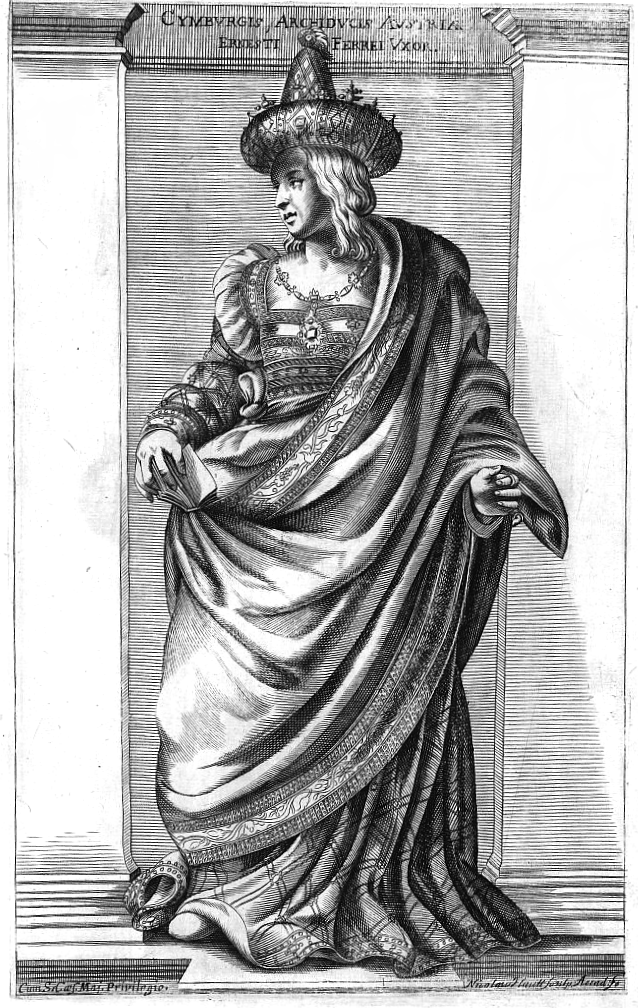
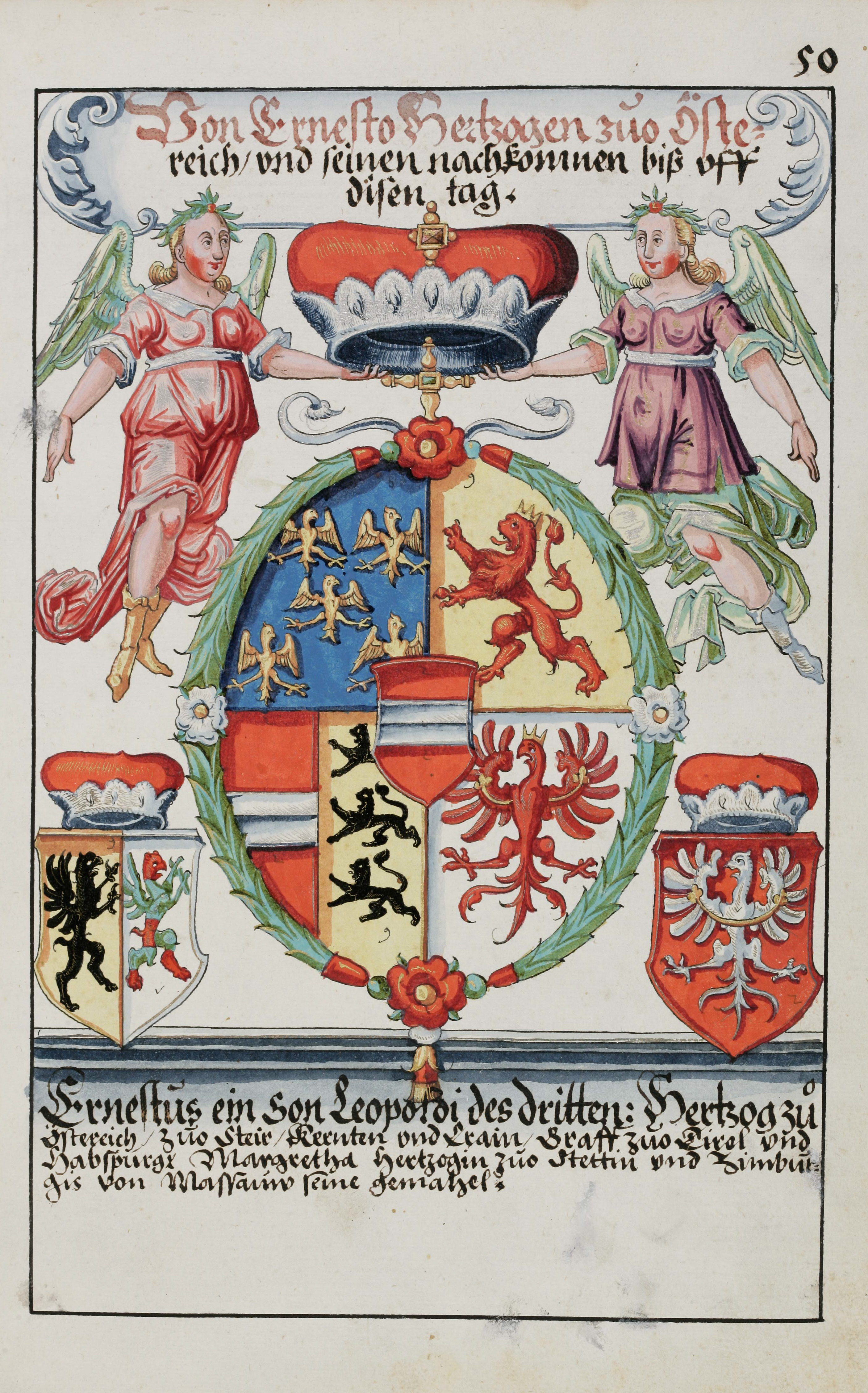
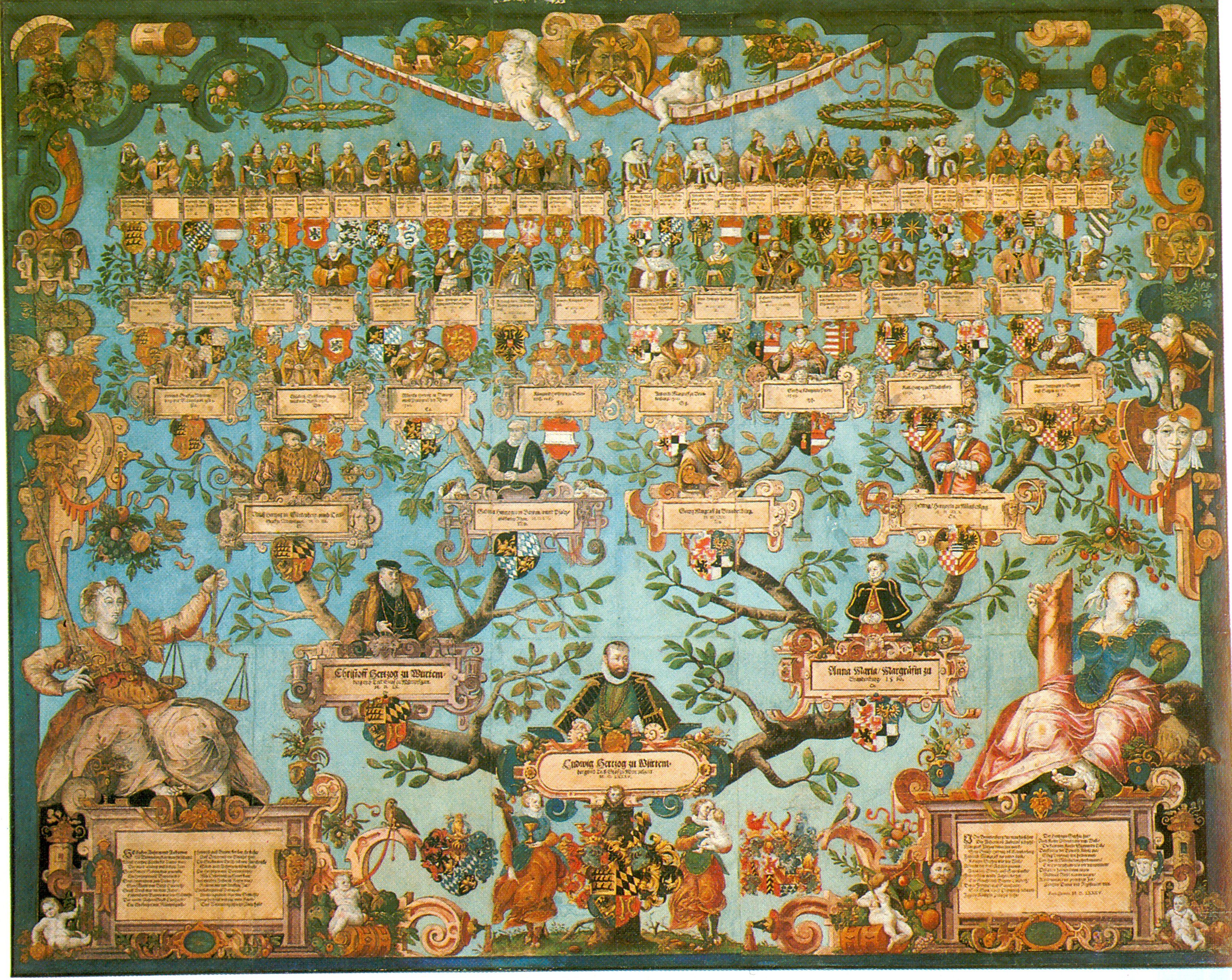

## Sucesión
| Predecesor: Margarita de Pomerania | Duquesa consorte de Austria Interior Piastas 25 de enero de 1412 - 10 de junio de 1424 | Sucesor: Leonor de Portugal y Aragón |
| Predecesor:                        | Archiduquesa consorte de Austria Interior 1414 - 10 de junio de 1424                   | Sucesor: Leonor de Portugal y Aragón |